# Reino de Eslavonia
El Reino de Eslavonia (en croata: Kraljevina Slavonija, en alemán: Königreich Slawonien, en latín: Regnum Sclavoniae, en húngaro: Szlavón Királyság) fue una provincia de la Monarquía Habsburgo y el Imperio austriaco que existió desde 1699 hasta 1868. Incluía zonas del norte de las actuales regiones de Eslavonia (actualmente en Croacia) y Sirmia (actualmente en Serbia y Croacia). El sur de estas regiones formaba parte de la Frontera Militar Habsburgo (conocido como Krajina eslavona). Perdió su autonomía en 1868 al ser incluido dentro del Reino de Croacia-Eslavonia.

## Historia
La promoción a reino de Eslavonia (bajo soberanía húngara) se produce en 1226, cuando el rey Bela IV de Hungría le otorgó la categoría de reino, siendo hasta entonces un banato. En el marco de las Guerras otomano-húngaras, el territorio fue conquistado completamente por el Imperio otomano tras la Batalla de Mohács de 1526. A partir de los territorios recuperados por la monarquía Habsburgo a los otomanos por el Tratado de Karlowitz (1699, que puso fin a la Gran Guerra Turca), la administración Habsburgo le devolvió el título de reino. Inicialmente, tuvo el estatus de una tierra separada de los Habsburgo bajo administración civil-militar que duró de 1699 a 1745. En 1745, se introdujo una única administración civil, y el Reino de Eslavonia, como una de las Tierras de la Corona de San Esteban, fue incluido administrativamente en el Reino de Croacia, a su vez bajo el Reino de Hungría. Desde 1849, el Reino de Eslavonia y el Reino de Croacia se afirmaron como monarquías separadas (tierras constituyentes) del Imperio austríaco. Tras el Compromiso croato-húngaro de 1868, el Reino de Eslavonia fue unido al Reino de Croacia formando el Reino de Croacia-Eslavonia, que a pesar de que estaba bajo la soberanía de la Corona de San Esteban mantuvo un importante nivel de autonomía.

## Población
El censo de población austriaco de 1790 para el Reino de Eslavonia por etnias registró 131 000 serbios (el 46,8% de la población), 128 000 croatas (45,7%), 19 000 magiares (6,8%) y 2.000 alemanes (0,7%). Esta disparidad étnica es debida a que en esa época el reino incluía partes del norte de Sirmia, principalmente habitadas por serbios.
La etnicidad también podía ser parcialmente determinada a través de la religión: los alemanes, italianos y croatas eran en su mayoría practicantes de la religión católica, y una minoría de serbios también eran católicos, siendo la gran mayoría de estos cristianos ortodoxos. Según un censo en el cual sólo fueron incluidos los varones, existían 74 671 católicos, 68 390 cristianos ortodoxos, 1744 calvinistas, 97 luteranos y 160 judíos. El número de cristianos ortodoxos era mayor en zonas de mayoría serbia como Sirmia: 32.090 cristianos ortodoxos y 12.633 católicos. En zonas de mayoría croata de Eslavonia como Požega y Virovitica, los católicos eran más numerosos que la población ortodoxa.